# Mojtín

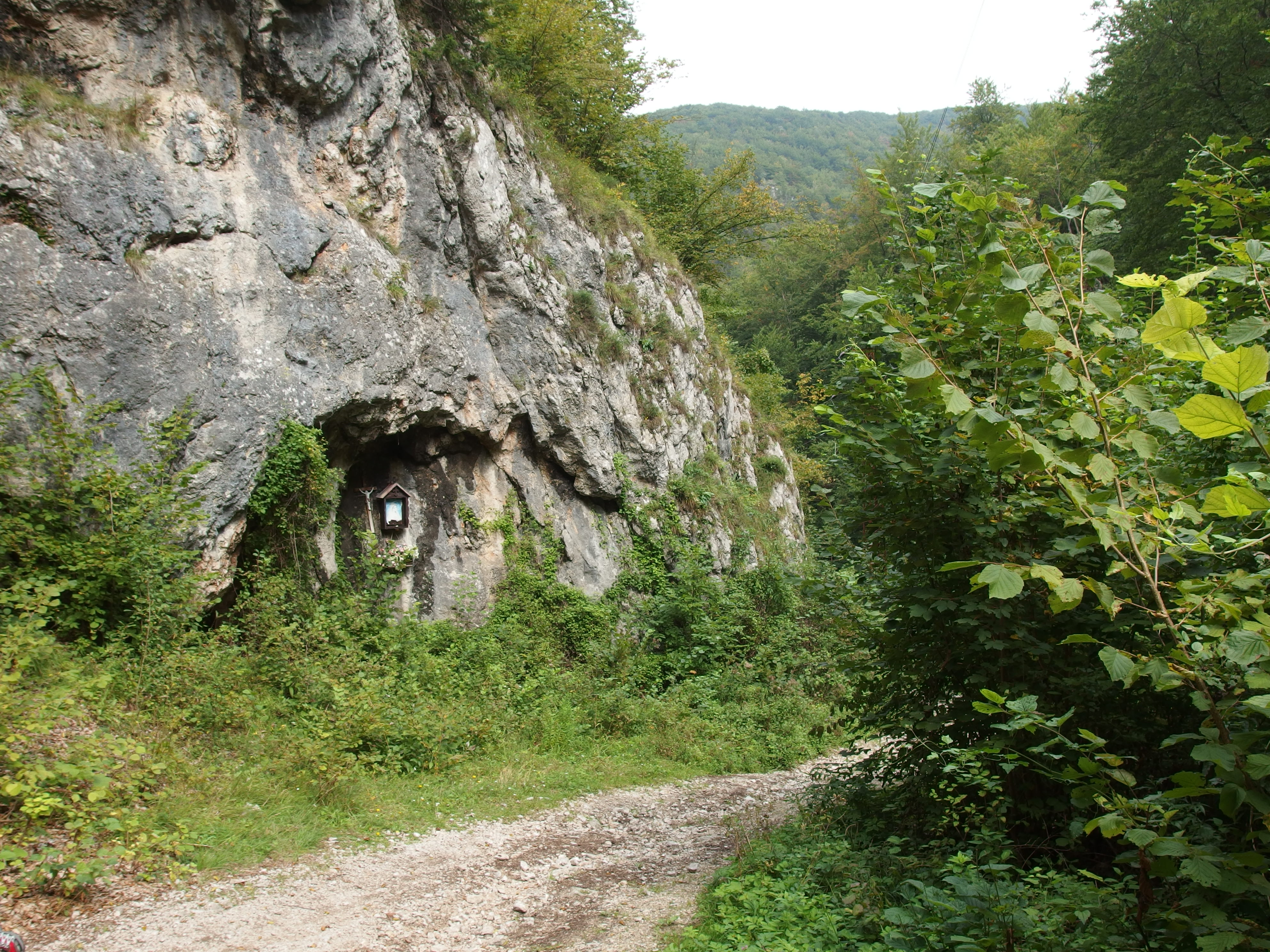
Krajina u Mojtína

Mojtín (maďarsky Hegyesmajtény) je obec v okrese Púchov na Slovensku. Žije zde 432 obyvatel. První písemná zmínka o obci pochází z roku 1364. Obec leží uprostřed Chráněné krajinné oblasti Strážovské vrchy.

## Dějiny
V blízkosti obce se na okraji náhorní planiny zjistilo púchovské osídlení z doby laténské. Našla se i spona z mladší doby římské. V okolí je několik zaniklých středověkých osad. Obec se poprvé vzpomíná v roce 1364 jako Moita, z roku 1397 je známý název Mahtyn, dále byly zaznamenány také názvy jako Moythin, Moyczin a v roce 1472 už i nyní aktuální Mojtin. Obec patřila košeckému panství. V 16.–17. století se obec nezmiňuje, pravděpodobně byla opuštěna a znovu osídlena až v 18. století.

## Současnost
V obci se nachází lyžařské středisko.
V obci se pořádá multižánrový hudební festival KONČINY, který se koná v přírodním prostředí Strážovských vrchov.

## Pamětihodnosti
V obci stojí římskokatolický kostel sv. Cyrila a Metoděje postavený v letech 1858–1861. Interiér kostela zdobí oltářní obrazy J. B. Klemense.

## Mojtínský kras
V Mojtínském krasu pramení Slatinský potok (přítok Váhu), který protéká Slatinskou dolinou a vytváří soutěsku Belušská vrata. Na území obce je Mojtínská jeskyně.

## Osobnosti
- Matúš Kučera (1932–2022), historik, vysokoškolský pedagog, politik a diplomat,
- Ladislav Škultéty-Gabriš (1738–1831), známý císařský věčný voják, který celých 81 let bojoval v armádě habsburských panovníků a který celý svůj majetek věnoval Mojtínu, kde je také pochovaný.[3]